# Жаколио, Луи
Луи Жаколио́ (фр. Louis Jacolliot; 31 октября 1837, Шароль — 30 октября 1890, Сен-Тибо-де-Винь) — французский писатель, путешественник, колониальный судья и преподаватель. Автор популярных романов и популяризатор восточной культуры, переводчик на французский язык «Ману-смрити». Первым употребил в печати термины «Иисус Кришна» (Iezeus Christna; 1869) и Агартха (Asgartha; 1873).

## Биография
Родился в 1837 году в городе Шароль (Франция). Продолжительное время жил в Океании (на острове Таити) и Индии в период 1865—1869 годов. Путешествовал по Индокитаю и Америке, занимал судебные должности во французских колониальных владениях. По возвращении во Францию описал многие свои приключения в книгах «Путешествие в страну баядерок» (1873), «Путешествие в страну слонов» (1876), «Факиры-очарователи» (1880).
Для автора были характерны два типа романов: приключенческий роман («Грабители морей»), и романы, изобилующие научно-популярными сведениями, иногда почти не связанными с ходом действия (трилогия «Берег слоновой кости», «Берег чёрного дерева», «Песчаный город»).
Целый ряд своих книг Луи Жаколио посвятил этнографическим вопросам и сравнительному изучению индийской религии и мифологии. В книге «Индийская Библия, или жизнь Иисуса Кришны» (La Bible dans l’Inde, ou la Vie de Iezeus Christna) он сравнивает жизнеописания Кришны в священных писаниях индуизма и Иисуса Христа в Евангелиях и приходит к выводу, что большое количество совпадений в них не могло быть случайным. Жаколио пришёл к выводу, что тексты Евангелий основаны на мифологии Древней Индии, при этом, правда, нигде не утверждая, что в Индии когда-либо был сам Иисус. Жаколио заявлял, что имя «Христос» является способом написания слова «Кришна», а также утверждал, что ученики Кришны дали ему имя «Iezeus», что означает «чистая сущность» на санскрите.
В путевых очерках и увлекательных приключенческих романах «Пожиратели огня» (1887), «В трущобах Индии» (1888), «Затерянные в океане» (1893) и др. Жаколио проявил своё сочувствие к угнетённым народам и критиковал английских, португальских и французских колонизаторов.
Во время своего пребывания в Индии собирал санскритские легенды, которые впоследствии популяризировал. Он также утверждал, что в санскритских текстах читал историю, где говорится о земле под названием Рутас, которую поглотил Индийский океан. Однако Жаколио предположил, что речь идет о Тихом океане, и связал это с мифом об Атлантиде. Легенда о земле Рутас напоминает также историю об исчезнувшем континенте Му.
Его произведения часто цитировала Е. П. Блаватская в книге «Разоблачённая Изида», и всё, что сказано там о Лемурии, имеет своим источником гипотезы Жаколио.
Кроме того, в книге Жаколио «Сыновья Бога» (Les Fils de Dieu) впервые упоминается об Агартхе.
Луи Жаколио умер в 1890 году в Сен-Тибо-де-Винь (департамент Сена и Марна).

## Популярность в России
Романы Луи Жаколио пользовались широкой популярностью в Российской империи, где в 1910 году было издано 18 томов его сочинений в переводе на русский язык.

Из письма Петра Чайковского Надежде фон Мекк 28.02.1878:
Читали ли Вы книги Jасоlliоt, Надежда Филаретовна? Это очень выдающийся современный писатель, проживший весь век в Индии, влюбленный в эту действительно великолепную страну и в нескольких очень увлекательно написанных книгах нарисовавший картину, в которой английское бессердечие, жестокость, бесчеловеческий эгоизм изображены с несомненною правдивостью. Но зато уж никто, как он, не ненавидит англичан. В нем эта ненависть - коренное чувство, дающее себя знать на каждой строчке. Если нет, то, пожалуйста, прочтите что-нибудь из его вещей. Он написал: “Voyage au pays des Bayaderes”, “Voyage au pays des Elephant s”, “Voyage au pays des Perles”, “Voyage au Ruines de Golconde” и т. д. Я прочел на днях первые две с величайшим удовольствием. Рекомендую Вам весьма усердно этого писателя и убежден, что Вы останетесь довольны.
По воспоминаниям историка Льва Гумилёва, в детстве его любимым писателем был Луи Жаколио, в чём будущий историк признавался своему отцу, поэту Н.С. Гумилёву.
В Советской России книги автора были запрещены как «социально вредные» и с 1929 по 1989 год не издавались. Единственным исключением стал роман «Берег чёрного дерева и слоновой кости», опубликованный в 1958 году издательством Географической литературы с сокращениями, однако и он до 1989 года больше не переиздавался.